# Новонародний провулок
Новонаро́дний прову́лок — провулок у Солом'янському районі м. Києва, місцевість Олександрівська слобідка. Пролягає від вулиці Ольги Кобилянської до проспекту Валерія Лобановського.

## Історія
Новонародний провулок виник у 1-й половині ХХ століття. Одержав назву 1944 року (як продовження Новонародної вулиці, теперішньої вулиці Миколи Лукаша, що відокремлена кварталом забудови).